# Rebekkah Brunson
Rebekkah Brunson (ur. 11 grudnia 1981 w Waszyngtonie) – amerykańska koszykarka występująca na pozycji silnej skrzydłowej, reprezentantka kraju, po zakończeniu kariery zawodniczej, trenerka koszykarska, obecnie asystentka trenera Minnesoty Lynx.
W 2001 roku podróżowała po Europie z zespołem Big East All-Star Team.
Ma brata bliźniaka.
11 lutego 2020 została asystentką trenera Minnesoty Lynx.

## Osiągnięcia

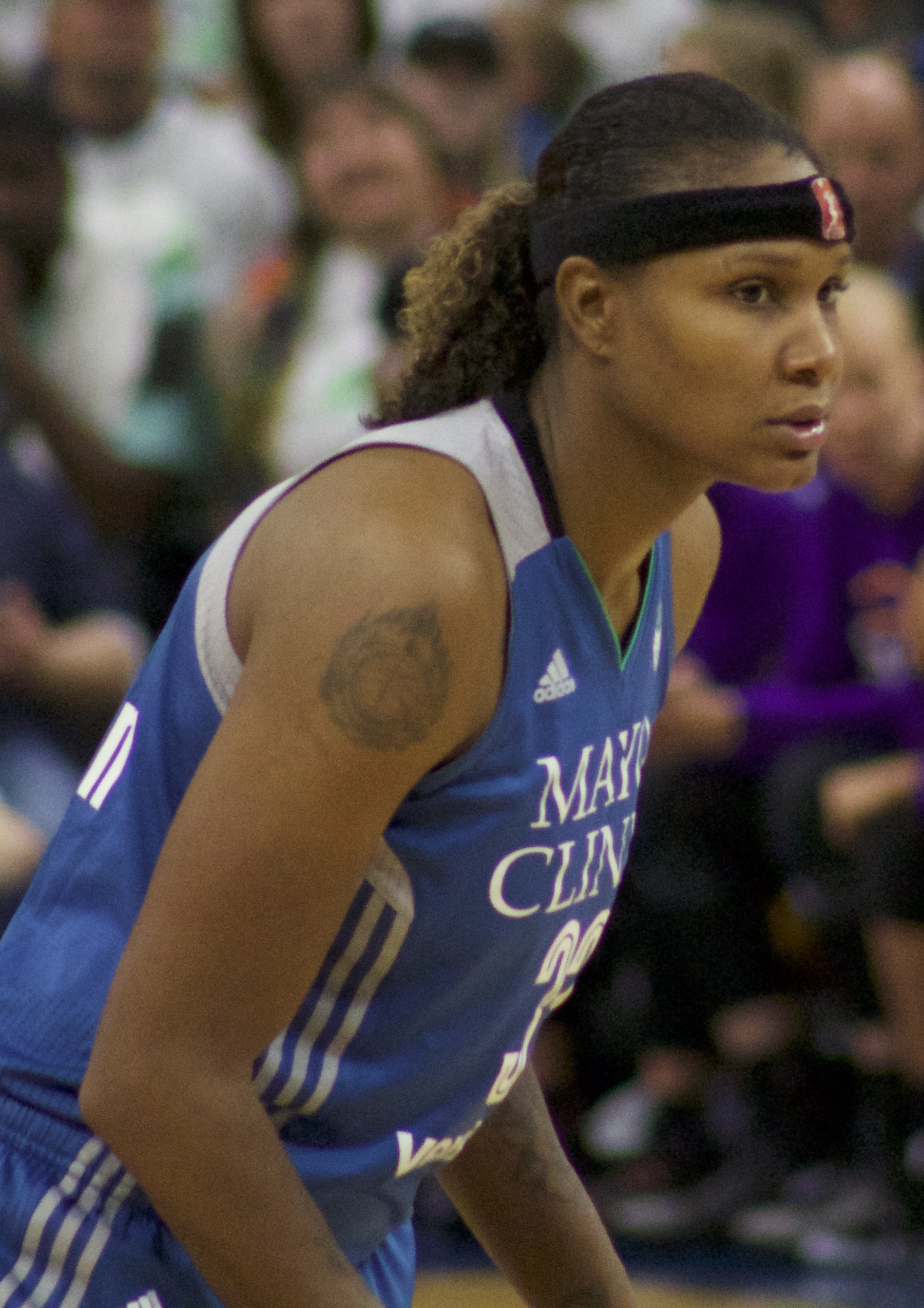
Rebekkah Brunson w 2016 roku.

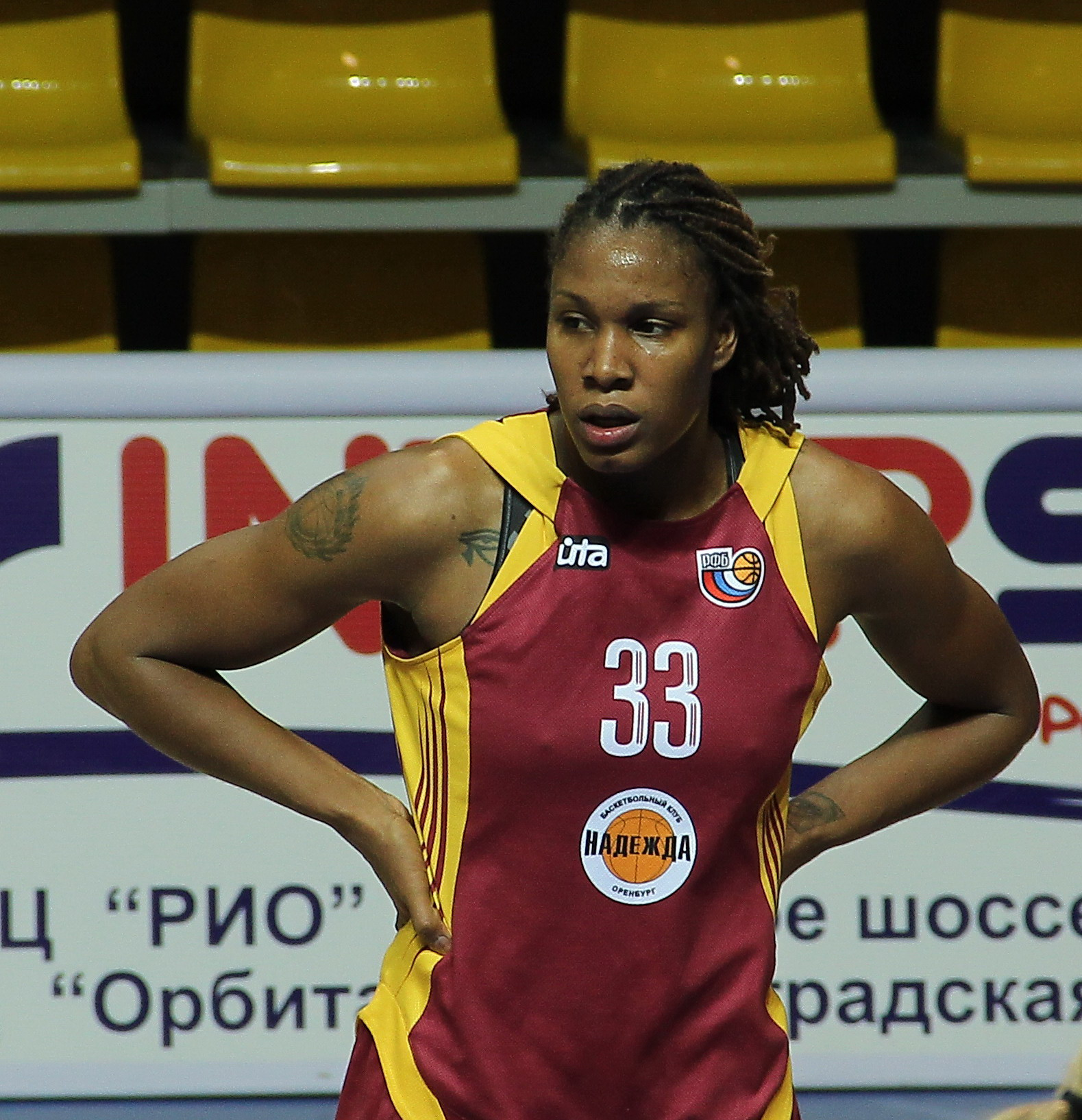
Rebekkah Brunson w barwach Nadeždy Orenburg.

Na podstawie, o ile nie zaznaczono inaczej.

### NCAA
- Zawodniczka Roku Konferencji Big East (2004)
- Defensywna Zawodniczka Roku Big East (2004)
- Debiutantka Roku Big East (2001)
- Zaliczona do:
  - składu All-America honorable mention (2004 przez Associated Press)
  - I składu Big East (2003, 2004)
  - składu Big East honorable mention (2001, 2002)
- Liderka Big East w:
  - zbiórkach (2001)
  - double-doubles (2001)

### WNBA
- Mistrzyni WNBA (2005, 2011, 2013, 2015, 2017)
- Wicemistrzyni WNBA (2006, 2012, 2016)
- Uczestniczka meczu gwiazd WNBA (2007 – powołana, nie wystąpiła, 2011, 2013, 2017, 2018)
- Zaliczona do:
  - I składu defensywnego WNBA (2011)
  - II składu defensywnego WNBA (2007, 2008, 2010, 2013, 2017, 2018)
- Liderka wszech czasów WNBA w liczbie zbiórek

### Inne drużynowe
- Mistrzyni:
  - EuroCup (2007)
  - Włoch (2009, 2010)
  - Belgii (2005, 2006)
  - Czech (2013)[6]
- Wicemistrzyni:
  - EuroCup (2014)
  - Hiszpanii (2011)
- Brązowa medalistka:
  - mistrzostw Rosji (2014)
  - pucharu Rosji (2012, 2014)[7]
- 4. miejsce w:
  - Eurolidze (2011)
  - lidze rosyjskiej PBL (2014)[8]
- Zdobywczyni:
  - Superpucharu Włoch (2009)[9]
  - Pucharu Włoch (2016)[10]
- Finalistka
  - Superpucharu Włoch (2015)[10]
  - pucharu:
    - Włoch (2008)[11]
    - Hiszpanii (2011)
    - Rosji (2012)[7]
    - Czech (2013)[6]

### Inne indywidualne
- MVP:
  - pucharu Włoch (2016)[10]
  - sezonu ligi (według eurobasket.com):
    - włoskiej (2008)[11]
    - czeskiej (2013)[6]
- Najlepsza (według eurobasket.com):
  - skrzydłowa:
    - hiszpańskiej ligi LFB (2011)[12]
    - czeskiej ligi ZBL (2013)[6]
    - ligi włoskiej (2008, 2016)[10][11]

  - zawodniczka zagraniczna:
    - LFB (2011)[12]
    - ZBL (2013)[6]
    - ligi włoskiej (2008)[11]
- Uczestniczka meczu gwiazd Euroligi (2006)
- Zaliczona do (przez eurobasket.com):
  - I składu:
    - LFB (2011)[12]
    - ZBL (2013)[6]
    - ligi włoskiej (2008, 2016)[10][11]
    - zawodniczek zagranicznych:
      - rosyjskiej ligi PBL (2012)[7]
      - LFB (2011)[12]
      - ZBL (2013)[6]
      - ligi włoskiej (2008, 2016)[10][11]

    - ligi włoskiej (2010)[9]

  - II składu ligi:
    - rosyjskiej (2012)[7]
    - włoskiej (2010)[9]

  - składu honorable mention ligi rosyjskiej (2014)[8]
- Liderka:
  - strzelczyń ligi włoskiej (2008)[11]
  - w zbiórkach:
    - Euroligi (2006)
    - ligi włoskiej (2008)[11]

### Reprezentacja
- Mistrzyni Ameryki (2007)
- Wicemistrzyni igrzysk panamerykańskich (2003)